# Diplusodon parvifolius
Diplusodon parvifolius är en fackelblomsväxtart som beskrevs av Dc.. Diplusodon parvifolius ingår i släktet Diplusodon och familjen fackelblomsväxter. Inga underarter finns listade i Catalogue of Life.